# Schlucht im Grund
Das Gebiet Schlucht im Grund ist ein mit Verordnung vom 25. September 1940 ausgewiesenes Landschaftsschutzgebiet (LSG-Nummer 4.37.035) auf der Gemarkung der baden-württembergischen Gemeinde Hohentengen im Landkreis Sigmaringen in Deutschland.

## Lage
Das 0,7 Hektar große Schutzgebiet „Schlucht im Grund“ gehört zum Naturraum „Donau-Ablach-Platten“. Es liegt ungefähr 2,4 Kilometer südöstlich der Hohentengener Ortsmitte, östlich des Ortsteils Günzkofen, entlang der Straße nach Eichen, zwischen den Gewannen Grund und Mühlhalde, auf einer Höhe von durchschnittlich 602 m ü. NHN.